# Воронцовський палац (Алупка)
Воронцо́вський пала́ц — пам'ятка архітектури та історії в м. Алупка, Автономна Республіка Крим.

## Історія

### Початок будівництва
Бажання мати парадну резиденцію спонукало володаря розпочати створення палацово-паркового ансамблю. Спочатку роботи почалися на південному схилі. Первісні будови вели архітектори Франц Боффо і Томас Гаррісон.
Англійські родичі графа Воронцова дозволили вийти на королівського архітектора Британії Едварда Блора, який і створив проєкт з включенням вже побудованих частин (арабська ніша південної центральної частини палацу). Сам Блор до Криму не приїжджав, але був добре обізнаний з рельєфом місцевості та етапами будівництва.
На відміну від застиглих форм пізнього класицизму, що панував у Росії, палац побудовано з використанням історичних стилів Англії (пізня готика, тюдорівський стиль 16-17 століть, тобто романтизм початку 19 ст.).
У стилі класицизму побудували лише павільйон «Чайний будиночок» у Нижньому парку.
Матеріалом став місцевий камінь вулканічного походження — сірий діабаз. Дуже твердий, більш ніж відомий граніт, він надав будівлям особливого колориту середньовіччя.

### Етапи будівництва
- Столовий корпус, 1830—1834,
- Центральний корпус, 1831—1837,

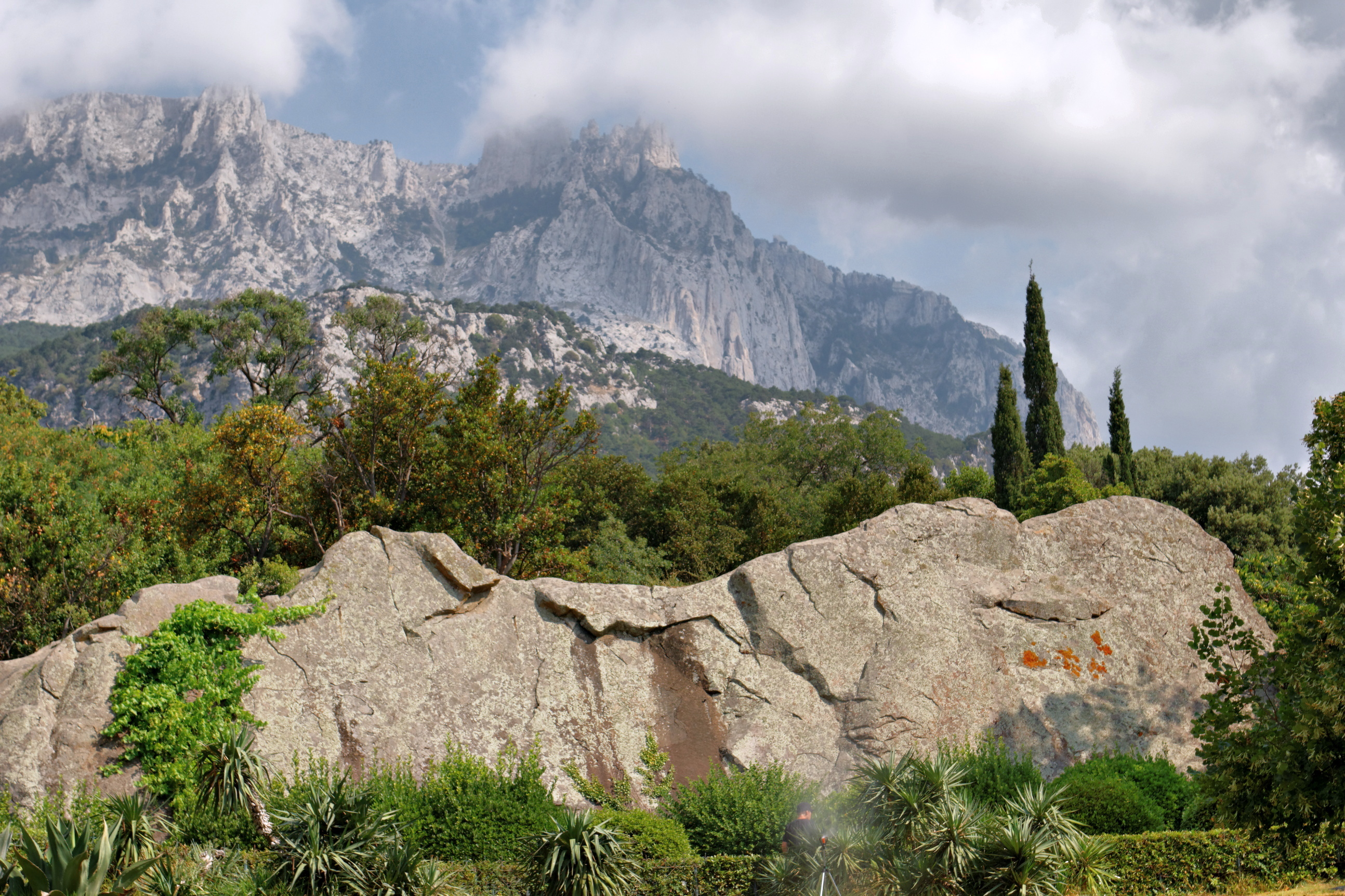
Вид на Ай-Петрі з боку Воронцовського палацу в Алупці

- Добудова Більярдної до Столового корпусу, 1841—1842,
- Гостьовий корпус, вхідні флігелі, усі башти, п'ятикутник господарських корпусів, 1838—1844,
- Бібліотечний корпус, 1842—1846.

Усе будівництво тривало в 1828—1848. Одно- і двоповерхові будівлі розташовані на осі схід-захід з двома брамами. Західна брама головна, східна менша за розмірами, але краща за естетичними ознаками. Північний фасад палацу виходить у маленький двір, з якого відкривається панорама гори Ай-Петрі.

### Парки Воронцовського палацу

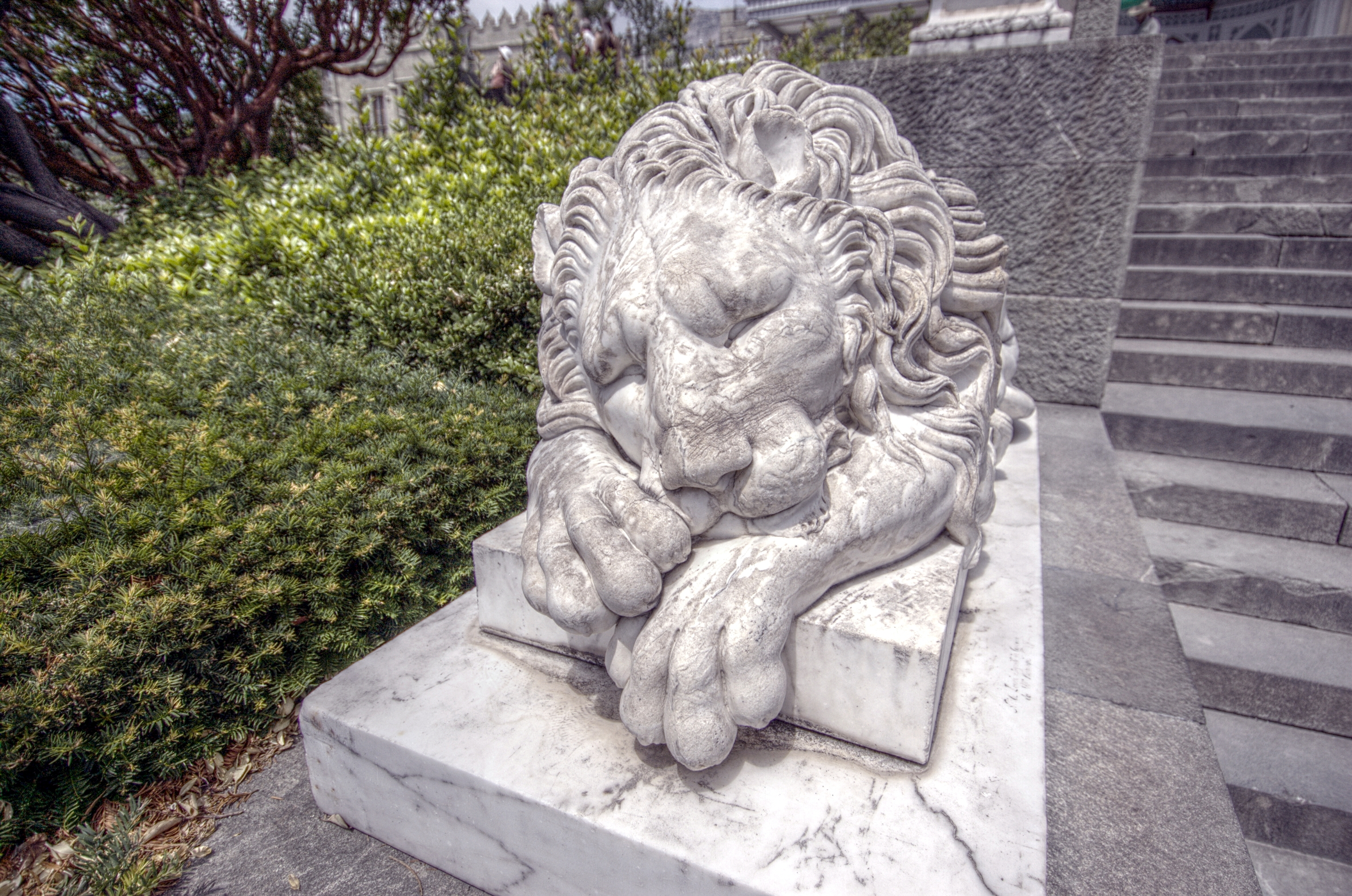
Мармуровий лев

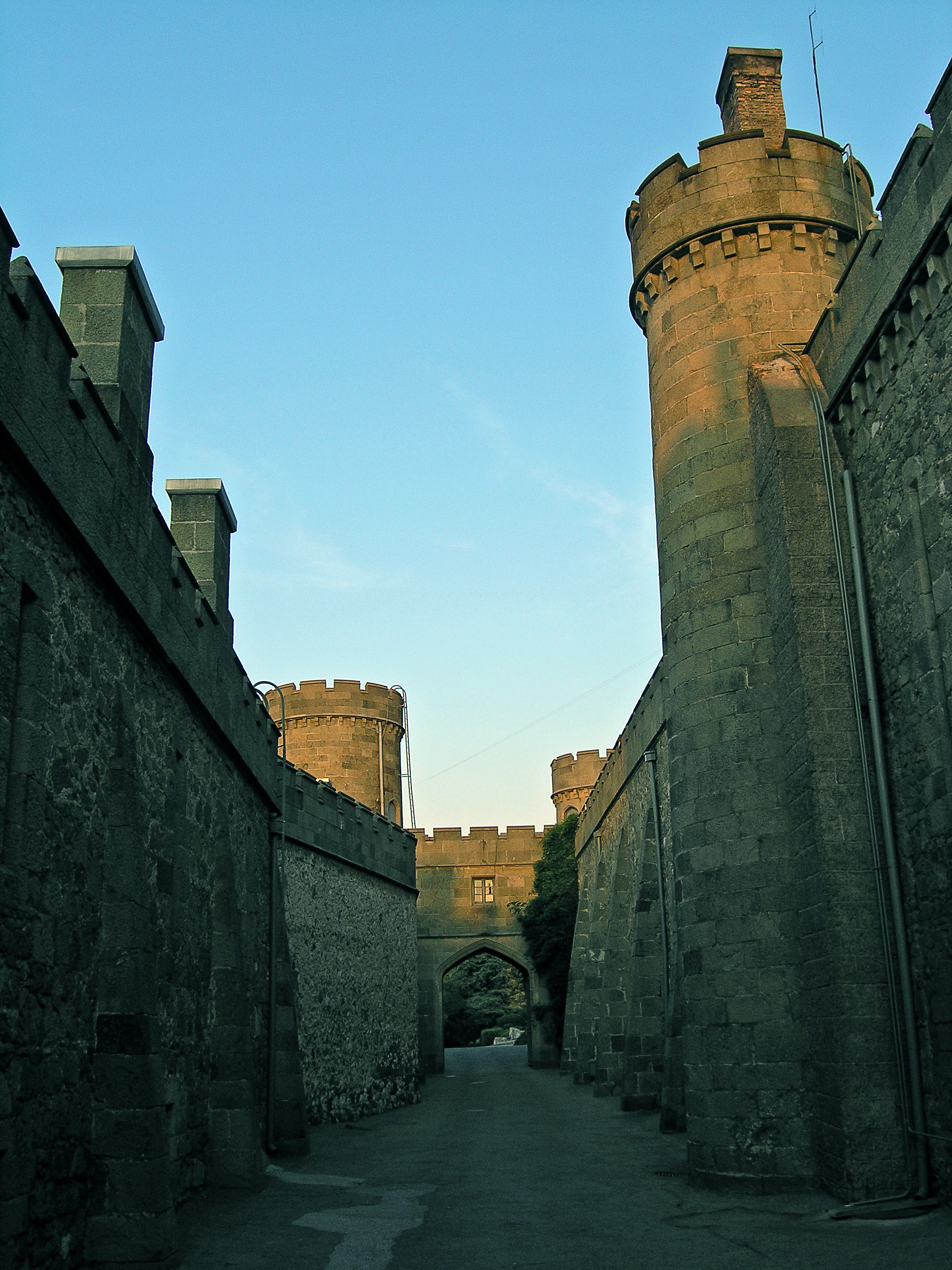
Шуваловський проїзд

Найбільший обсяг земляних робіт припав на період 1840—1848, коли військові саперного батальйону зробили тераси перед південним фасадом палацу.
Особливості місцевості (брили каміння, маленький потічок, рідкий ліс на півночі ділянки) були вдало використані при створенні пейзажного парку на північній стороні ділянки. Серед садівників, що працювали тут, були К. Кебах, В. Гунт, М. Третьяков, Бишкович, Глущенко.
Нижній парк має регулярніше планування, а припалацова територія насичена скульптурами та фонтанами (мармурові леви скульптора з Італії Джованні Бонанні, фонтани Амурів, Трільбі, Мушля).

### Колекції палацу

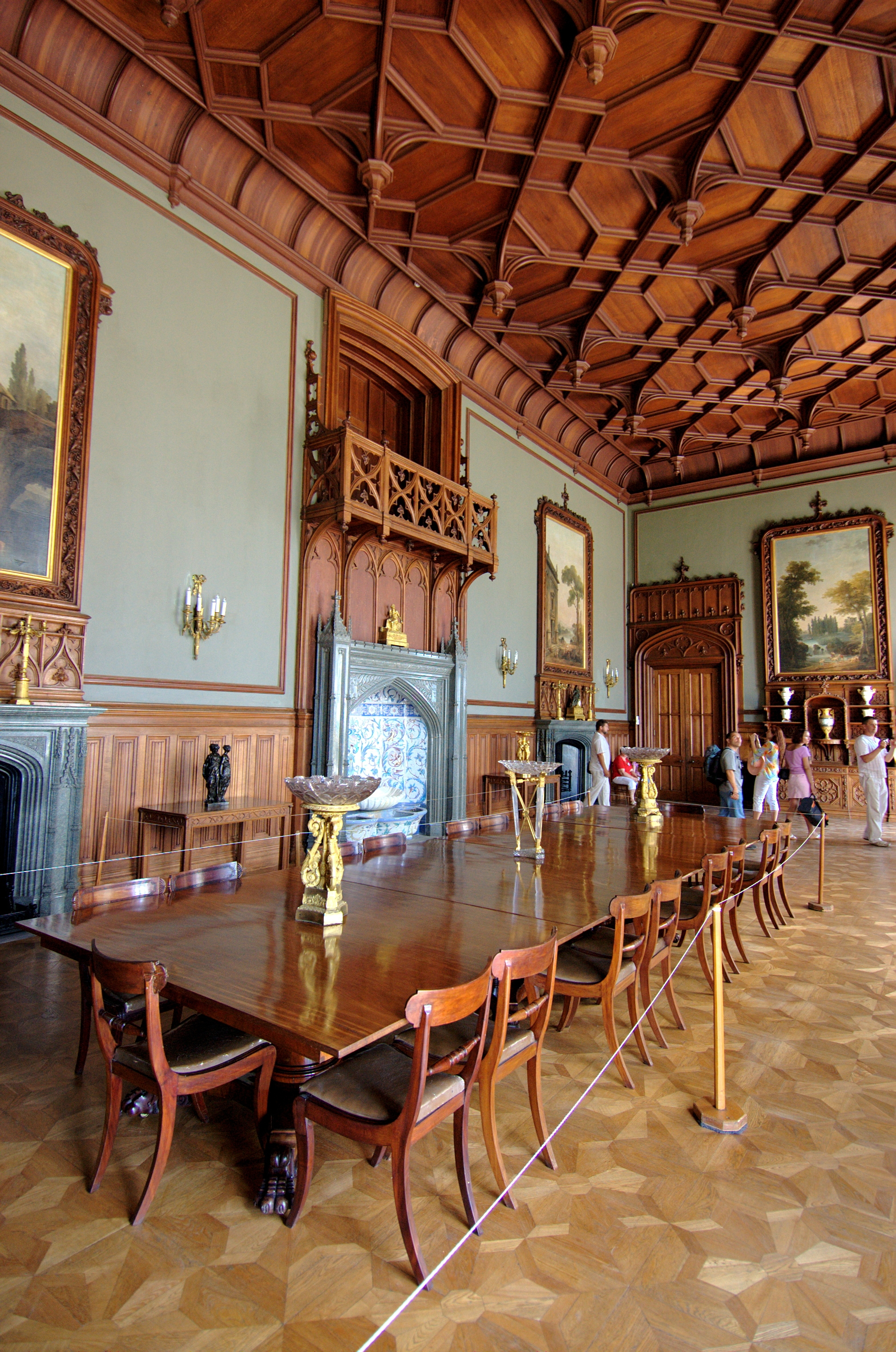
Парадна їдальня палацу

Кожна зала палацу має своє оздоблення. На додачу особливу атмосферу підтримують меблі англійських, французьких майстрів 18-19 століть, годинники, світильники, дзеркала, ліхтарі. Шедевром дерев'яного різьблення є шафа в Китайському кабінеті палацу.
- Парадний вестибюль нагадує подібні в аристократичних замках Британії. Стіни прикрашені парадними портретами, серед яких портрет О. Браницької 1781 року (художник Річард Бромптон, 1734—1783, Англія), портрет князя Григорія Потьомкіна (невідомий художник 18 ст.) тощо. Портрет Браницької слід віднести до вдалих з двох міркувань. Бромптон працював в Російській імперії всього близько трьох років і помер в Петербурзі. На теренах України це майже єдиний парадний портрет Бромптона, датований і підписаний майстром.
- Парадна їдальня оздоблена балконом для музик, камінами, колекціями порцеляни, кришталю, визолоченої бронзи. В оздоби їдальні введені великі за розмірами полотна художника з Франції на ім'я Гюбер Робер.

Сюжети — фантастичні пейзажі Робера на теми давньоримських будівель Італії.

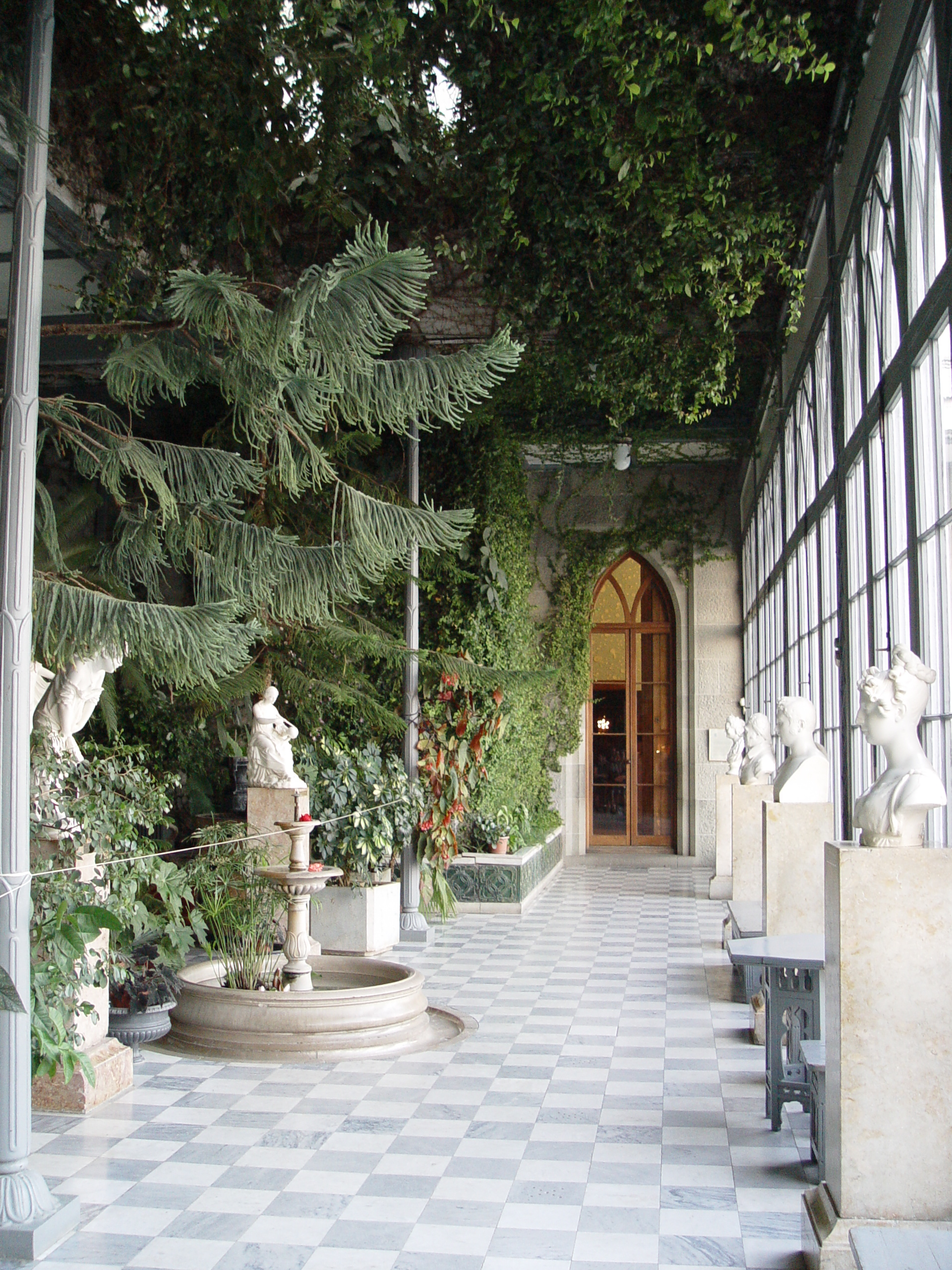
Зимовий сад палацу

- У колекції порцеляни увагу привертають дві великі за розмірами вази у формі давньогрецьких кратерів. Це витвори Імператорського порцелянового заводу в Петербурзі. Вази заввишки 60 сантиметрів і змонтовані з окремих частин. Бічні сторони прикрашені реалістично створеними пейзажами, що викликало подив сучасників, звиклих до пейзажів олійними фарбами на полотні. Повагу викликали розміри та віртуозно створений морський пейзаж на порцеляновій основі не прямокутної форми.
- Серед рідкісних оздоб інтер'єрів — солом'яні шпалери з вишивками кольоровими нитками доби класицизму. Подібні були особливістю дворянських садиб Росії й майже єдині збережені в Україні.
- Серед оздоб залів — витвори декоративної бронзи й стародавніх годинників майстрів Франції — П'єра Філіпа Томіра, Л. С. Равріо, П. В. Русселя, Ледюра. Витвори Томіра поціновувались найбільше, саме вони прикрасили збірки палаців — Тюїльрі в Парижі, Зимового палацу в Петербурзі, палацу Демідова у Флоренції, замку Фонтенбло.
- Окрасою палацу став Зимовий сад.

### Колекція живопису

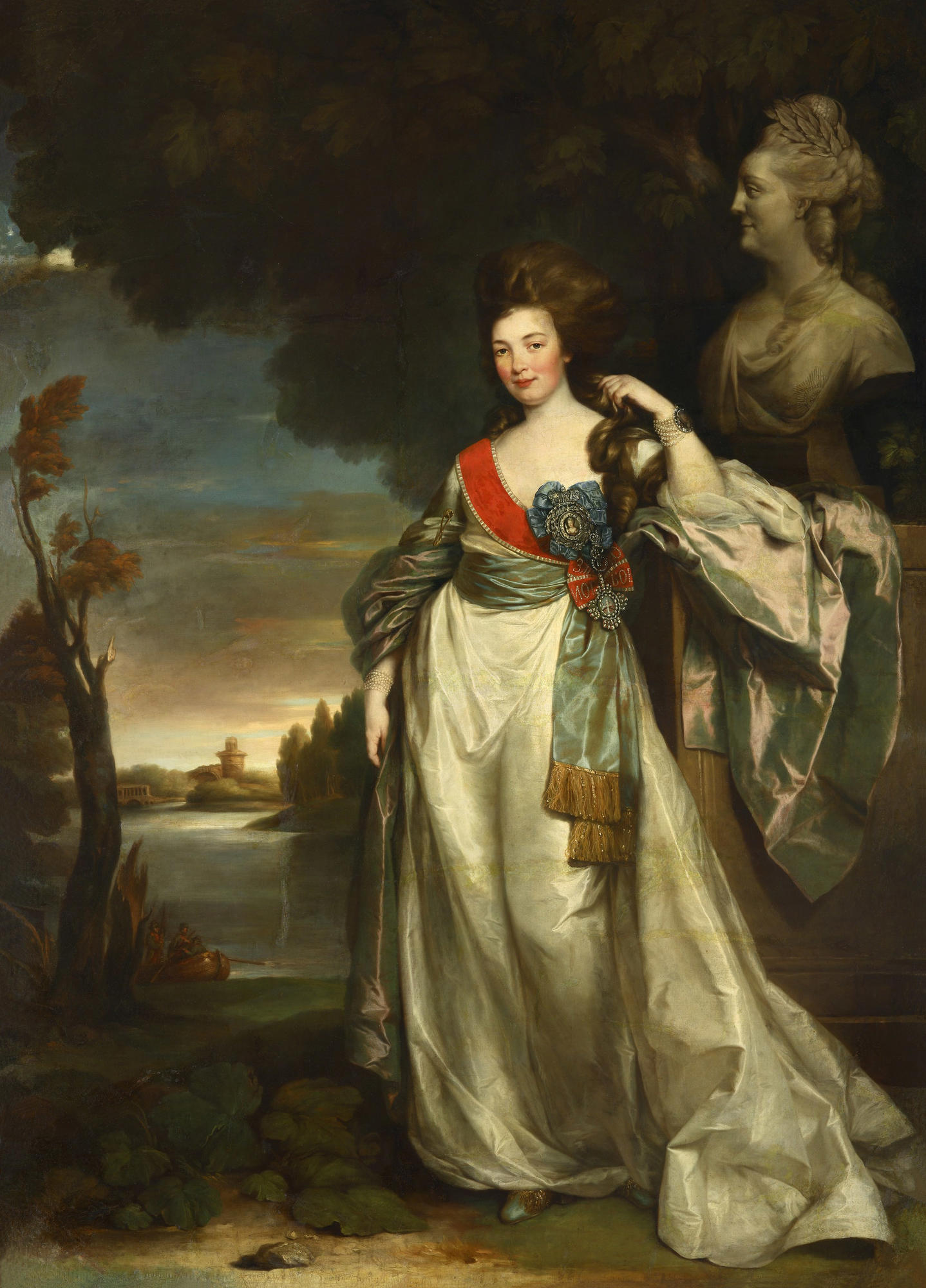
Худ. Р. Бромптон. Олександра Браницька

Аристократичний палац неможливо уявити без колекції живопису. Своя колекція картин є і в Воронцовському палаці Алупки.
Англійське виховання власника палацу графа Воронцова спричинило появу в палацовій збірці меблів і картин англійських майстрів, що було рідкісним на теренах Російської імперії. Але домінували твори художників Фландрії, Голландії, Італії, Франції. Тут зберігають твори П. Снейєрса, К. Нетшера, Карло Маратті, Вільяма Гоґарта, Джорджа Доу.
У парадному вестибюлі представлено декілька парадних портретів родичів Воронцових різних майстрів (художник Річард Бромптон та ін.).
Палацова бібліотека налічувала 25 000 томів. Після революції 1917 року бібліотека вивезена в Росію.

### Подальша доля палацу

Південний фасад Воронцовського палацу

Тут мешкало три покоління Воронцових. Після 1917 року вони вимушено емігрували за кордон. Нащадки живуть у США.
При СРСР палац націоналізували, з 1921 створено музей.
У роки Другої світової війни Крим був захоплений німцями. У палаці був їх будинок відпочинку. Колекції музею не встигли вивезти і їх пограбували. Відомо про вивезення 537 предметів мистецтва, картин і гравюр. Після війни частину їх повернули в музей. Приміщення палацу врятували, що є величним вчинком наукового співробітника музею С. Г. Щеколдіна.
Під час Кримської (Ялтинської) конференції у Воронцовському палаці Алупки розмістили делегацію з Великої Британії.
З 1956 року за наказом з Москви тут відновлено роботу музею.

### Воронцовський палац у кіно
Територія палацу та парку часто використовується кінематографістами. Серед відомих робіт:
1. 1961 — «Червоні вітрила»,
2. 1964 — «Звичайне чудо»,
3. 1964 — «Гамлет»,
4. 1972 — «Пічки-лавочки»,
5. 1976 — «Небесні ластівки»,
6. 1986 — «Подорожі пана Ляпки»,
7. 1987 — «Десять негренят»,
8. 2003 — «Божевільний день, або Одруження Фігаро»,
9. 2008 — «Сафо. Кохання без меж».